# Sükhbaatar (quận)

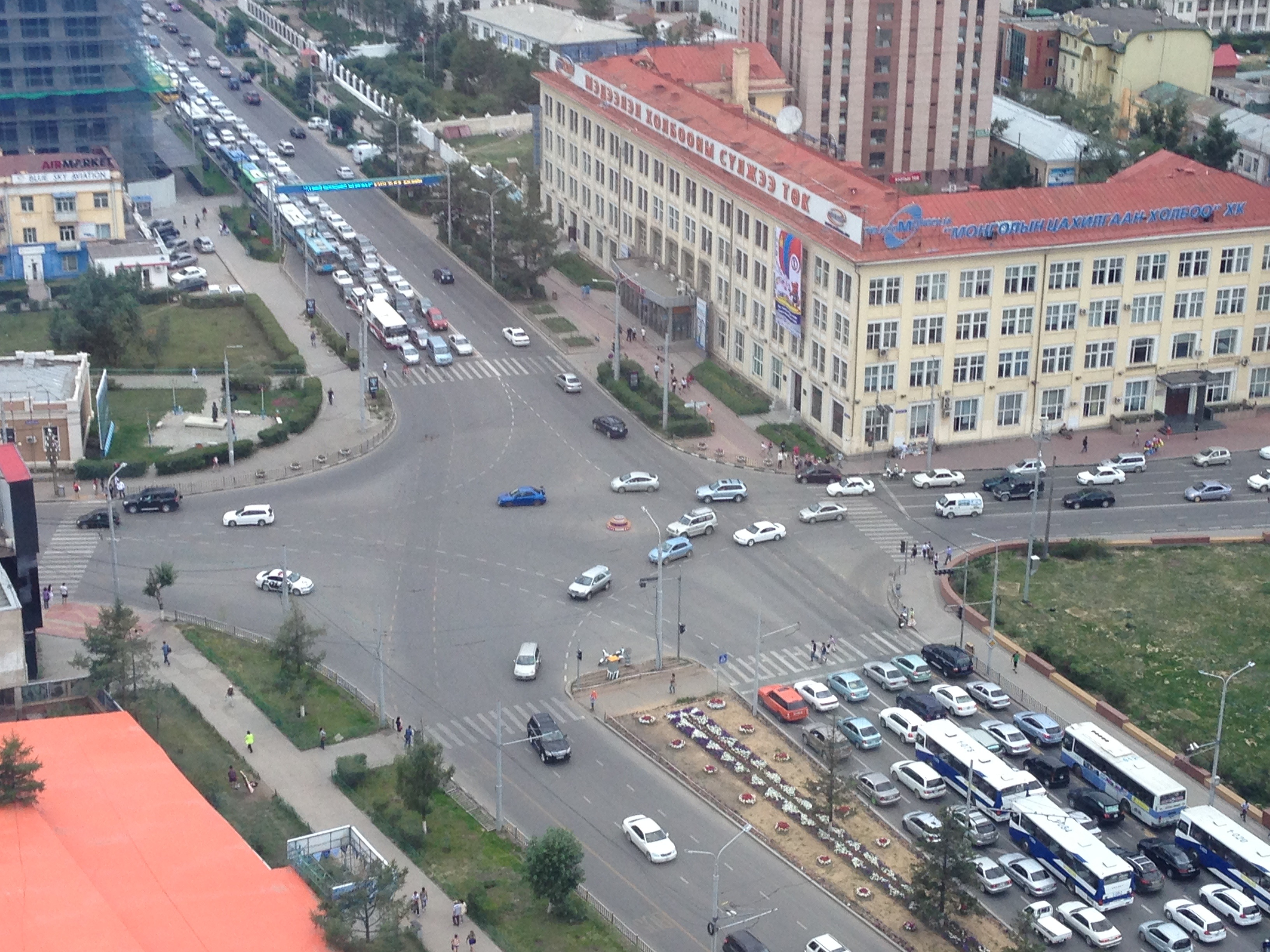
Ngã tư Đại lộ Thành Cát Tư Hãn và Đại lộ Hoà bình, một ngã tư chính tại quận Sükhbaatar.

Sükhbaatar (tiếng Mông Cổ: Сүхбаатар) là một trong chín Düüreg (quận) tại thủ đô Ulaanbaatar, Mông Cổ. Sükhbaatar được chia thành 18 Khoroo (phường). Khu vực được thành lập vào năm 1965 và mang tên Damdin Sükhbaatar, một lãnh đạo quân sự và anh hùng dân tộc Mông Cổ. Khu vực có diện tích 208,4 km², dân số vào đầu năm 2009 đạt 133.108 người.
Khu vực Sükhbaatar được coi là trung tâm của thủ đô với hầu hết các tổ chức chính trị, văn hóa, giáo dục của nhà nước đều nằm tại đây: tòa nhà Chính phủ Mông Cổ, Nghị viện, 13 Đại sứ quán, trụ sở các Bộ, dại diện Ngân hàng Thế giới, Đại học Quốc gia Mông Cổ và Đại học Khoa học và Công nghệ Mông Cổ.

## Tham khảo

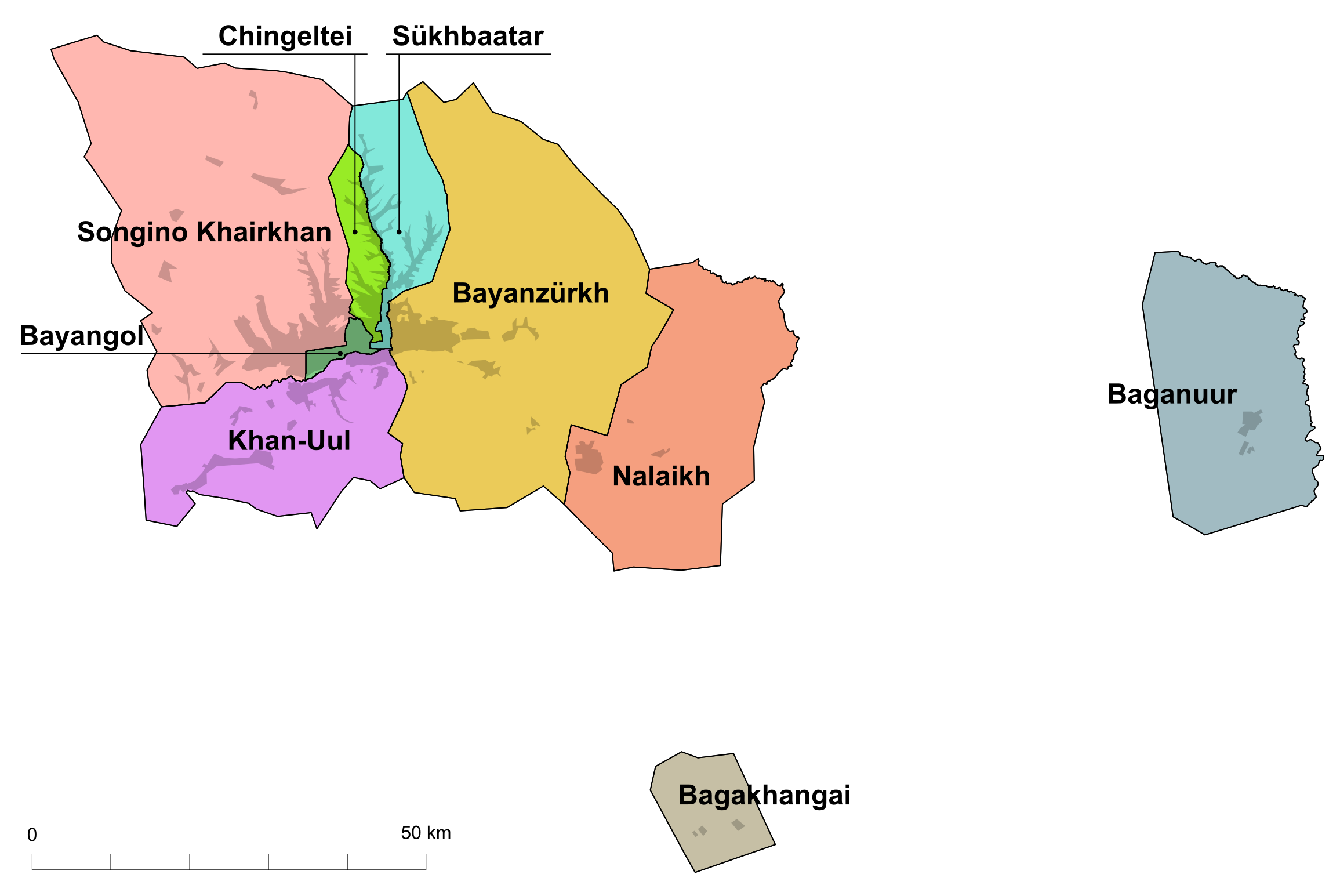
Bản đồ hành chính Ulan Bator.